# Gibbaeum nebrownii
Gibbaeum nebrownii là một loài thực vật có hoa trong họ Phiên hạnh. Loài này được Tischler mô tả khoa học đầu tiên năm 1937.